# James Sie
James Sie (* 18. Dezember 1962 in Summit, New Jersey) ist ein US-amerikanischer Schauspieler, Autor und Synchronsprecher.

## Karriere
Als Synchronsprecher lieh er mehreren Charakteren seine Stimme, darunter die Jackie Chan Adventures, der Kurzfilm Kung Fu Panda: Secrets of the Scroll, sowie Kung Fu Panda: Legends of Awesomeness, einer im deutschsprachigen Raum unter dem Titel Kung Fu Panda – Legenden mit Fell und Fu ausgestrahlten Fernsehserie.
Auch für diverse Computerspiele ist er Sprecher, so zum Beispiel für das Englische Original zu Indiana Jones und der Stab der Könige und Command & Conquer: Generäle.
Im Rahmen seiner Autorentätigkeit veröffentlichte sie 2015 seinen Debütroman Still Life Las Vegas.

## Filmografie (Auswahl)

### Als Synchronsprecher
- Jackie Chan Adventures (2000–2005, Stimme von Jackie Chan)
- Kung Fu Panda – Legenden mit Fell und Fu (2011–2015, Stimme von Monkey)
- Kung Fu Panda: Secrets of the Scroll (2015, Stimme von Monkey und Great Master Viper)
- Teenage Mutant Ninja Turtles (2012–2017, Stimme von Tosi)
- Carmen Sandiego (2021, Stimme von Huang Li)

## Werke (Auswahl)
- Still Life Las Vegas. (In englischer Sprache.) St. Martin’s Press 2015 ISBN 9781250055668[1]